# Святая Елизавета (шнява)
«Святая Елизавета» — шнява Каспийской флотилии Российской империи, находившаяся в составе флота с 1746 года, одна из трёх шняв типа «Святая Екатерина». Во время несения службы совершала плавания в акватории Каспийского моря в том числе до берегов Персии.

## Описание судна
Парусная шнява с деревянным корпусом, одна из трёх шняв типа «Святая Екатерина». Длина судна между перпендикулярами по сведениям из различных источников составляла 23,77—23,8 метра, ширина 6,9—6,91 метра, а осадка 2,9 метра. Артиллерийское вооружение шнявы состояло из 12 орудий и 20 фальконетов.

## История службы
Шнява «Святая Елизавета» была заложен на стапеле Казанского адмиралтейства и после спуска на воду в 1746 году вошла в состав Каспийской флотилии России
В кампании с 1746 по 1751 год совершала плавания в Каспийском море, в том числе в 1747 и 1748 годах ходила в Персию.
В 1751 году также несла брандвахтенную службу у острова Четырёхбугорный.

## Командиры шнявы
Командирами шнявы «Святая Елизавета» в составе Российского императорского флота в разное время служили:
- мичман М. Рагозео (1746—1749 годы)[8];
- мичман И. Ф. Иохимсен (1751 год)[9].